# Shawn Mendes (album)
 (juillet 2018).
Si vous disposez d'ouvrages ou d'articles de référence ou si vous connaissez des sites web de qualité traitant du thème abordé ici, merci de compléter l'article en donnant les références utiles à sa vérifiabilité et en les liant à la section « Notes et références ».
Pour les articles homonymes, voir Shawn Mendes.
Albums de Shawn Mendes
MTV Unplugged
(2017) Wonder
(2020)
Shawn Mendes (aussi appelé Shawn Mendes : The Album) est le troisième album studio du chanteur et auteur-compositeur-interprète canadien Shawn Mendes. 

## Description
L'album a été publié le 25 mai 2018 via Island Records. Dans cet album, Mendes a travaillé avec Ryan Tedder, Khalid, Julia Michaels, John Mayer, Ed Sheeran et Johnny McDaid. C'est principalement un album Pop avec des influences de pop rock, blues et R&B. Le jeune canadien est le producteur exécutif de l'album, mais il y a aussi les générateurs de productions, en voici quelques-uns : Tedder, Louis Bell, Ian Kirkpatrick. L'album a reçu des avis positifs de la part de music critics qui a également mis en avant la maturité du chanteur
L'album s'est hissé à la première place dès sa sortie dans le billboard 200 américain avec plus de 182 000 exemplaires écoulés en une semaine. C'est donc le troisième album de Shawn Mendes à atteindre la première place aux États-Unis, faisant de lui le troisième plus jeune artiste à parvenir à la première place avec au moins trois albums après Justin Bieber et Miley Cyrus. L'album à aussi réalisé cet exploit en Australie, en Autriche, en Belgique, au Canada, en Suède, en Espagne et en Italie. C'est devenu son second album à entrer dans le top 3 au Royaume-Uni. Son single In My Blood sort le 22 mars 2018 et parvient à la onzième place du billboard hot 100 américain et est aussi entré dans le top 10 dans d'autres pays.
Le second single de son album Lost In Japan est sorti le jour d'après. En mai, Youth en featuring avec Khalid, Where Where You In The Morning ? et Nervous sont sortis en tant que singles. Tous ces 5 titres sont entrés dans les classements musicaux de nombreux pays. In My Blood, Lost In Japan et Youth ont été certifiés gold ou/et higher dans son pays d'origine.

## Contexte
La réalisation complète de l'album a pris 3 à 4 mois principalement à Malibu (Californie). Les sessions d'enregistrements se sont aussi passées Port Antonio, Jamaïque. Mendes a puisé son inspiration de la musique de l'artiste comme Justin Timberlake, Kings of Leon, Daniel Caesar et Kanye West pour ses enregistrements.

## Pistes
Toutes les chansons sont écrites et composées par Shawn Mendes.
| Shawn Mendes | Shawn Mendes                              | Shawn Mendes                                                 | Shawn Mendes                                    | Shawn Mendes | Shawn Mendes | Shawn Mendes | Shawn Mendes | Shawn Mendes | Shawn Mendes |
| No           | Titre                                     | Auteur                                                       | Producteur(s)                                   | Durée        |              |              |              |              |              |
| ------------ | ----------------------------------------- | ------------------------------------------------------------ | ----------------------------------------------- | ------------ | ------------ | ------------ | ------------ | ------------ | ------------ |
| 1.           | In My Blood                               | - Teddy Geiger - Scott Harris - Geoff Warburton              | - Geiger - Mendes                               | 3:31         |              |              |              |              |              |
| 2.           | Nervous                                   | - Harris - Julia Michaels                                    | - Geiger - Mendes                               | 2:44         |              |              |              |              |              |
| 3.           | Lost in Japan                             | - Geiger - Harris - Nathaniel Mercereau                      | - Geiger - Mendes - Nate Mercereau - Louis Bell | 3:21         |              |              |              |              |              |
| 4.           | Where Were You in the Morning?            | - Geiger - Harris - Warburton                                | - Geiger - Mendes                               | 3:20         |              |              |              |              |              |
| 5.           | Like to Be You (featuring Julia Michaels) | - Michaels - Harris                                          | - John Mayer                                    | 2:39         |              |              |              |              |              |
| 6.           | Fallin' All in You                        | - Ed Sheeran - Johnny McDaid - Fred Gibson - Harris - Geiger | - Geiger - Mendes                               | 3:55         |              |              |              |              |              |
| 7.           | Particular Taste                          | - Ryan Tedder - Zach Skelton                                 | - Tedder - Skelton - Mendes                     | 2:55         |              |              |              |              |              |
| 8.           | Why                                       | - Geiger - Harris                                            | - Geiger - Mendes                               | 3:58         |              |              |              |              |              |
| 9.           | Because I Had You                         | - Geiger - Tedder - Harris - Skelton                         | - Geiger - Mendes - Tedder                      | 2:22         |              |              |              |              |              |
| 10.          | Queen                                     | - Geiger - Harris - Warburton                                | - Joel Little - Geiger                          | 3:24         |              |              |              |              |              |
| 11.          | Youth (featuring Khalid)                  | - Khalid Robinson - Harris - Warburton - Geiger              | - Little - Mendes                               | 3:10         |              |              |              |              |              |
| 12.          | Mutual                                    | - Geiger - Warburton - Harris - Ian Kirkpatrick              | - Geiger - Mendes - Kirkpatrick                 | 2:28         |              |              |              |              |              |
| 13.          | Perfectly Wrong                           | - Geiger - Harris - Warburton                                | - Geiger - Mendes                               | 3:32         |              |              |              |              |              |
| 14.          | When You're Ready                         | - Harris - Amy Allen - Warburton - Geiger                    | - Geiger - Mendes                               | 2:49         |              |              |              |              |              |
| 44:08        |                                           |                                                              |                                                 |              |              |              |              |              |              |

## Classements hebdomadaires
| Classement (2018-2019)             | Meilleure position |
| ---------------------------------- | ------------------ |
| Allemagne (Media Control AG)       | 3                  |
| Australie (ARIA)                   | 1                  |
| Autriche (Ö3 Austria Top 40)       | 1                  |
| Belgique (Flandre Ultratop)        | 1                  |
| Belgique (Wallonie Ultratop)       | 4                  |
| Canada (Canadian Albums Chart)     | 1                  |
| Danemark (Tracklisten)             | 2                  |
| Écosse (OCC)                       | 4                  |
| Espagne (Promusicae)               | 1                  |
| États-Unis (Billboard 200)         | 1                  |
| Finlande (Suomen virallinen lista) | 6                  |
| France (SNEP)                      | 9                  |
| Irlande (IRMA)                     | 2                  |
| Italie (FIMI)                      | 2                  |
| Norvège (VG-lista)                 | 2                  |
| Nouvelle-Zélande (RIANZ)           | 2                  |
| Pays-Bas (Mega Album Top 100)      | 1                  |
| Portugal (AFP)                     | 2                  |
| Royaume-Uni (UK Albums Chart)      | 3                  |
| Suède (Sverigetopplistan)          | 5                  |
| Suisse (Schweizer Hitparade)       | 1                  |

## Certifications
| Pays                       | Certification     | Unités certifiées |
| -------------------------- | ----------------- | ----------------- |
| Australie (ARIA)           | Platine           | 70 000            |
| Autriche (IFPI)            | Or                | 7 500             |
| Belgique (BEA)             | Or                | 10 000            |
| Brésil (Pro-Música Brasil) | Or                | 20 000            |
| Canada (Music Canada)      | 3 × Platine       | 240 000           |
| Danemark (IFPI)            | 2 × Platine       | 40 000            |
| Espagne (GLF)              | Or                | 20 000            |
| États-Unis (RIAA)          | Platine           | 1 000 000         |
| France (SNEP)              | Or                | 50 000            |
| Italie (FIMI)              | Or                | 25 000            |
| Mexique (AMPROFON)         | 2 × Platine et Or | 150 000           |
| Norvège (IFPI)             | 3 × Platine       | 60 000            |
| Nouvelle-Zélande (RMNZ)    | Platine           | 15 000            |
| Pologne (ZPAV)             | 3 × Platine       | 60 000            |
| Royaume-Uni (BPI)          | Or                | 100 000           |
| Singapour (RIAS)           | 2 × Platine       | 20 000            |
| Suède (GLF)                | Or                | 15 000            |